# Anaespogonius omeimontis
Anaespogonius omeimontis là một loài bọ cánh cứng trong họ Cerambycidae.